# Parapercis diagonalis
Parapercis diagonalis är en fiskart som beskrevs av Randall 2008. Parapercis diagonalis ingår i släktet Parapercis och familjen Pinguipedidae. Inga underarter finns listade i Catalogue of Life.